# Болынтово
Болынтово — упразднённая деревня в Тульской области России. Входила в Заокский район. Ныне является урочищем на территории современного муниципального образования Демидовское.

## География
Деревня располагалась по координатам 54°42′59″ с. ш. 37°39′32″ в. д. (54.71641, 37.659), на расстоянии в 49 верстах (52 километрах) от Алексина, вдоль реки Трешня, правого притока реки Скнига. Абсолютная высота — 224 метров над уровнем моря.

### Часовой пояс
Болынтово, как и вся Тульская область, находится на часовой зоне МСК (московское время). Смещение применяемого времени относительно UTC составляет +3:00.

## История
Деревня входила в Дмитриевскую волость Алексинского уезда Тульской губернии. Согласно изданию «Списки населённых мест Российской империи по сведениям 1859 года. Вып. XLIV. Тульская губерния», в деревне насчитывалось 26 дворов. В издании «Список населённых пунктов Тульской губернии. По данным всесоюзной переписи 1926 года» Болынтово было отмечено как деревня Болынтовского сельсовета в Пахомовском районе. В деревне насчитывалось 39 крестьянских хозяйств из 41 хозяйства.

## Население
| Население по годам | Население по годам |
| 1859               | 1926               |
| ------------------ | ------------------ |
| 260                | 233                |

### Половой состав
В 1859 году в деревне проживало 123 мужчины и 137 женщин, а в 1926 году — 97 мужчин и 136 женщин.